# فاليا هاركونن
فاليا هاركونن هي شخصية خيالية في مسلسل الخيال العلمي "كثيب: النبوءة" الذي صدر عام 2024 من إنتاج شبكة اتش بي او، وتؤدي دورها الممثلة إميلي واتسون. تعتبر فاليا قائدة "الأخواتية"، وهي منظمة سرية وقوية تقودها النساء، حيث يخضع أعضاؤها لتدريبات بدنية مكثفة وتكييف عقلي يهدف إلى اكتساب قدرات خارقة للطبيعة. تدور أحداث المسلسل في عالم "كثيب" للكاتب فرانك هربرت، قبل عشرة آلاف عام من أحداث روايته "كثيب" التي نُشرت عام 1965. يتابع المسلسل فاليا وشقيقتها تولا هاركونن (التي تؤدي دورها أوليفيا ويليامز) أثناء مواجهتهما لقوى تهدد مستقبل البشرية، ودورهما في تشكيل تطور الأخواتية إلى نظام "بني جيسيرت".
ظهرت شخصية فاليا لأول مرة في ثلاثية روايات "مدارس كثيب العظيمة" (2012–2016) التي كتبها بريان هربرت وكيفن جاي أندرسون.